# クマ＝マヌィチ運河
クマ＝マヌィチ運河（ロシア語: Кумо-Манычский канал）は、ロシアのスタヴロポリ地方を流れる灌漑用運河である。1965年に完成した。クマ＝マヌィチ窪地を流れカスピ海に注ぐクマ川と東マヌィチ川を結んでいるが、マヌィチ川はカスピ海に到る前に蒸発してしまっている。
現在、東マヌィチ川は、黒海・アゾフ海へ注ぐドン川の支流である西マヌィチ川とは別の河川となっている。
テレク川からの水が南からテレク＝クマ運河経由で貯まるクマ川の貯水池（北緯44度48分10秒 東経44度39分40秒 / 北緯44.80278度 東経44.66111度）を基点とし北東に、次ぎに北西に転じて東マヌィチ川の貯水池が終点となる（北緯45度27分50秒 東経44度37分33秒 / 北緯45.46389度 東経44.62583度）。

## 計画
水深の極めて浅いクマ＝マヌィチ運河に代わって、クマ＝マヌィチ窪地の基底部を通ってカスピ海と黒海を結ぶ大型船舶航行用の運河の建設が、カザフスタンやロシアによって検討されている(ユーラシア運河).。